# Isabelle de Charrière
Pour les articles homonymes, voir de Charrière.
Isabella Agneta Elisabeth van Tuyll van Serooskerken, surnommée dans sa jeunesse Belle de Zuylen, par mariage Isabelle de Charrière, née le 20 octobre 1740 au château de Zuylen à Oud-Zuilen près d'Utrecht (Pays-Bas) et morte au Pontet à Colombier dans le canton de Neuchâtel appartenant alors à la Prusse le 27 décembre 1805, est une femme de lettres néerlando-suisse d’expression française. Également compositrice, on lui doit des pièces pour pianoforte, orchestre à cordes et plusieurs mélodies.

## Biographie

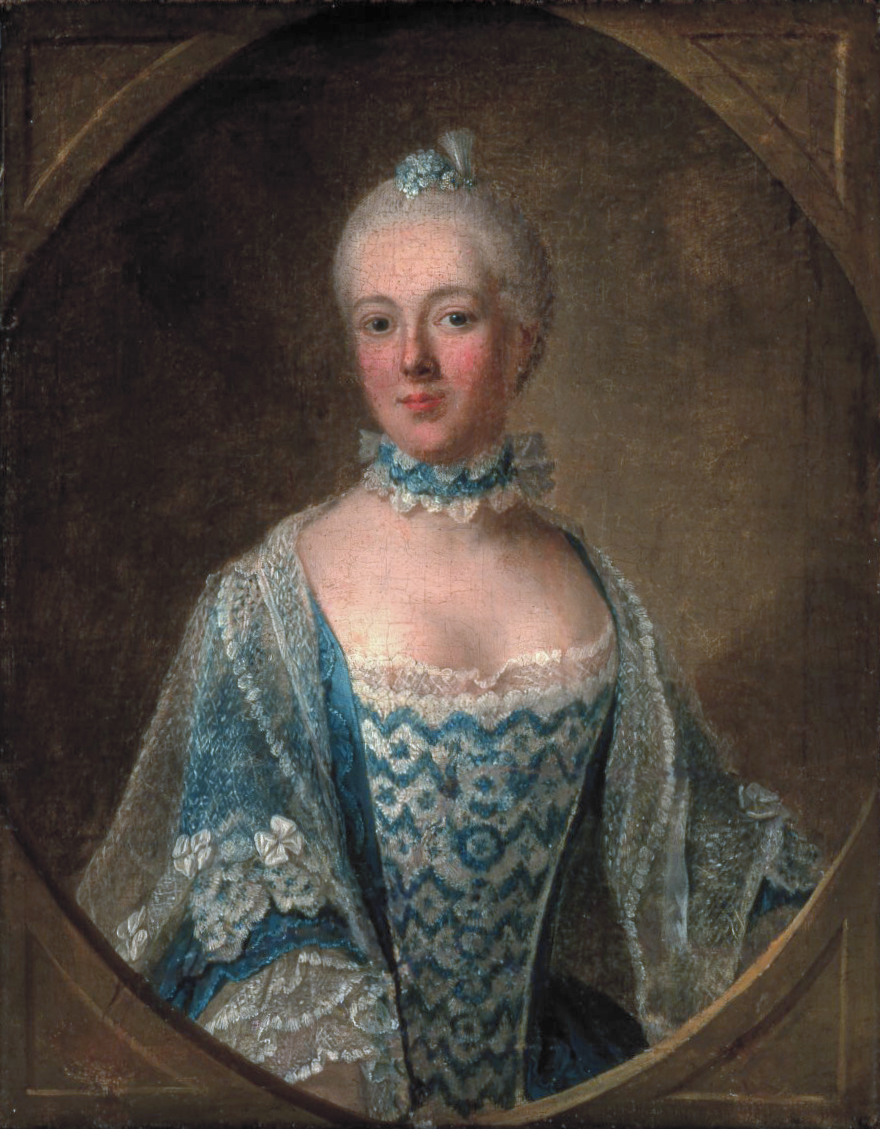
Isabelle de Charrière par Guillaume de Spinny (1759), Château de Zuylen à Oud-Zuilen.

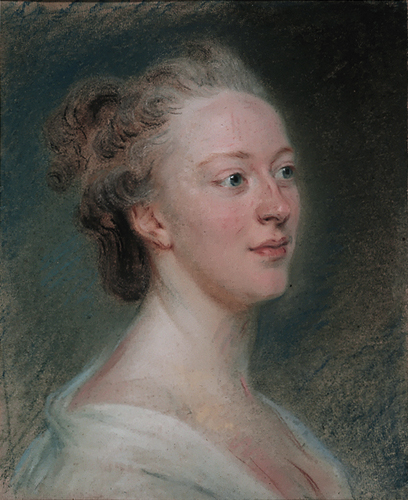
Isabelle de Charrière par Maurice Quentin de La Tour (1766), Musée d'art et d'histoire de Genève.

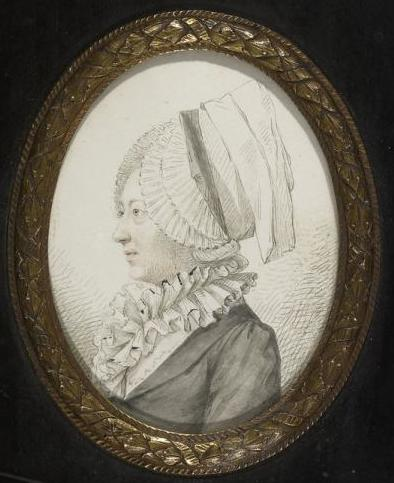
Portrait en miniature d'Isabelle de Charrière (1781) à Bibliothècque de Genève

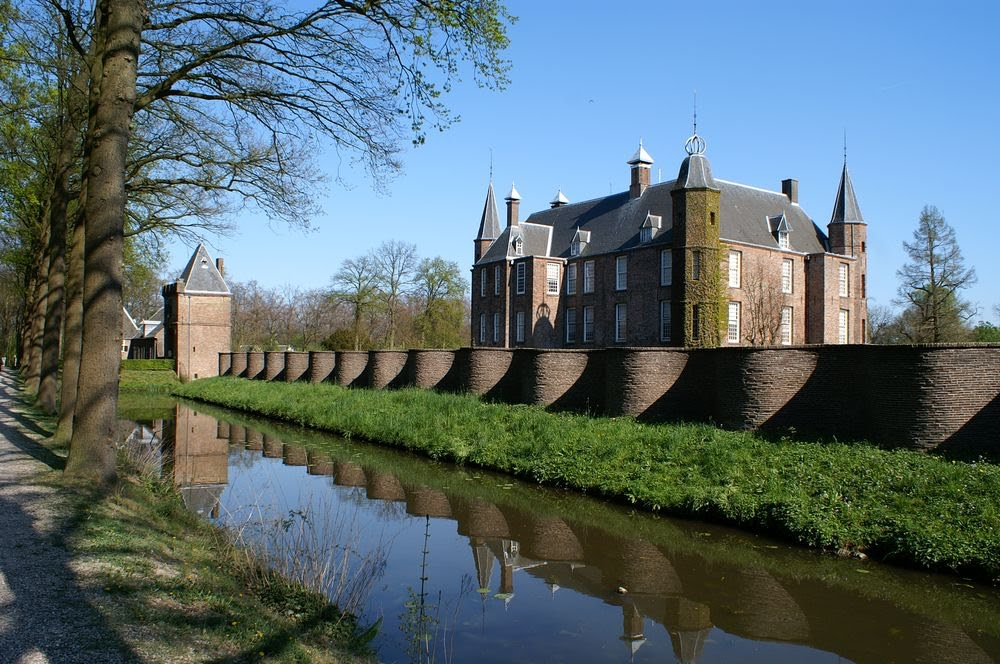
Château de Zuylen à Oud-Zuilen (Pays-Bas).

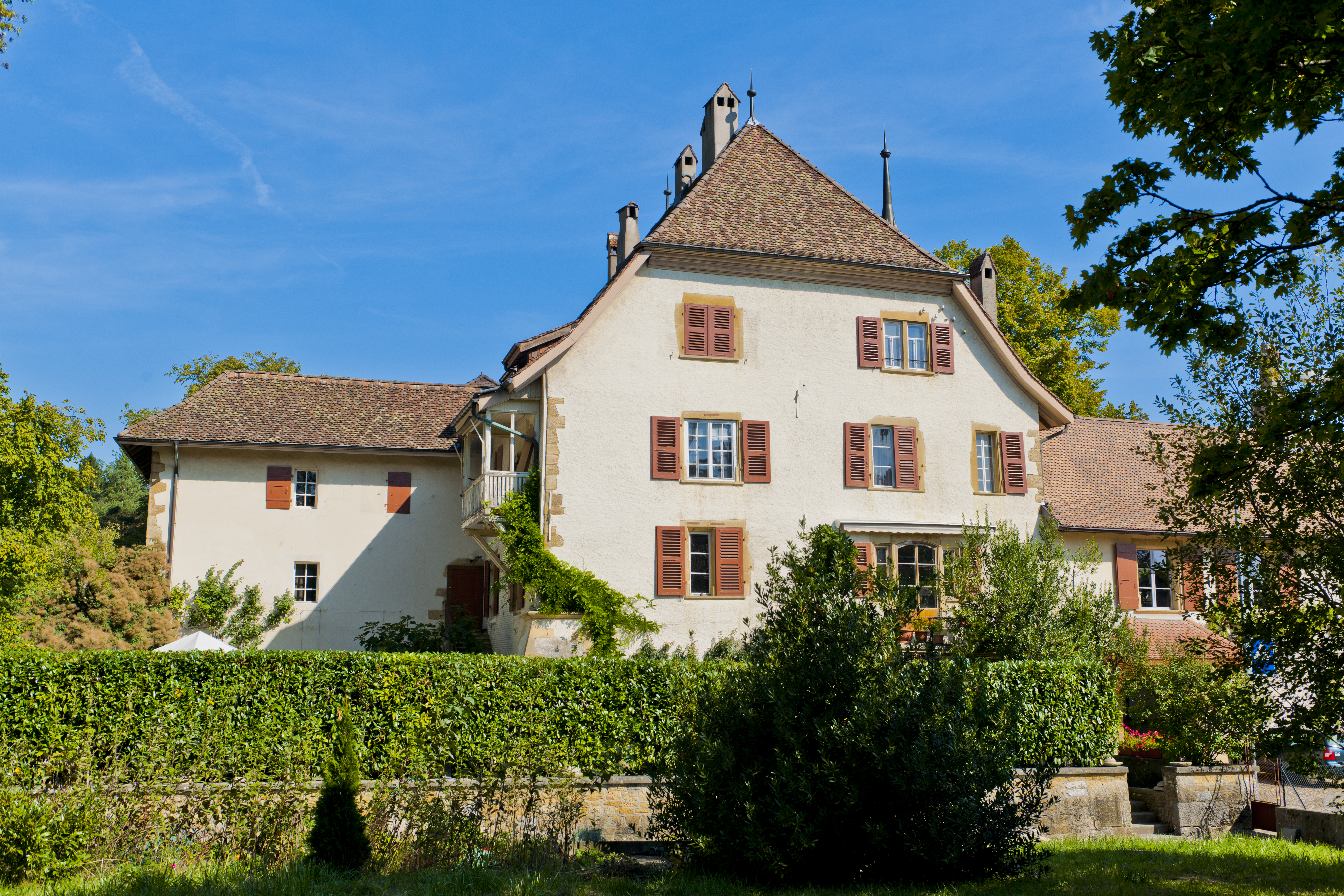
Manoir Le Pontet à Colombier, dans le Canton de Neuchâtel (Suisse).

Née dans une famille de la haute noblesse néerlandaise, Belle van Zuylen,,,, d’une vive intelligence, d’une grande curiosité intellectuelle et aux idées peu conformistes, révèle très tôt un tempérament d’écrivaine (lire Le Noble). Ses parents acceptent de mettre à sa disposition les maîtres qu’elle demandait ; elle possède des connaissances plus vastes que la plupart de ses contemporaines, parle plusieurs langues (anglais, allemand, italien et latin), s'adonne aux mathématiques et à la physique, et lit les classiques. C’est en français, langue de la noblesse de l’Europe du XVIIIe siècle, qu’elle va écrire : à vingt-deux ans, elle écrit Le Noble (1763), une satire ironique des préjugés de son milieu social,  publié anonymement.

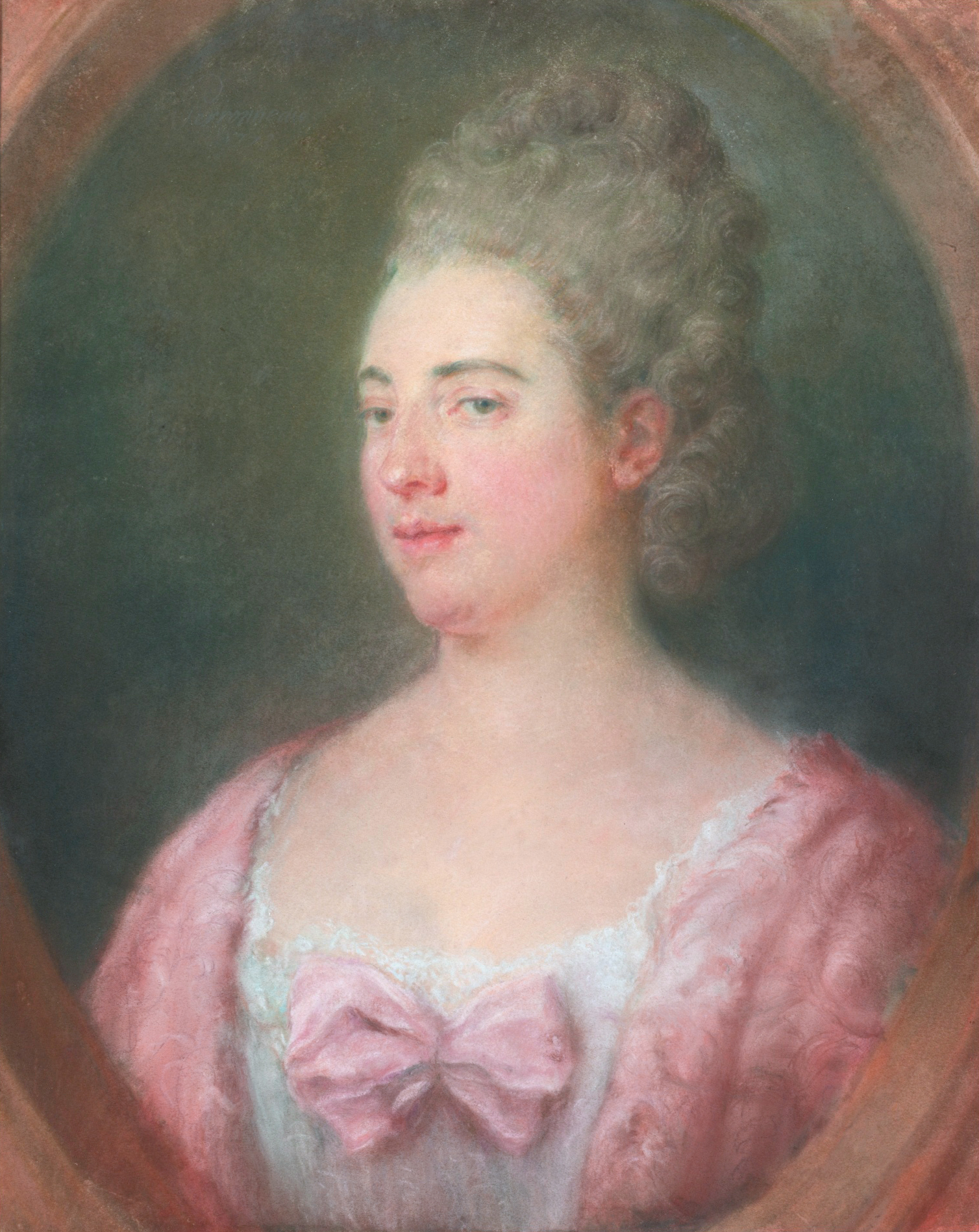
Attribué à Jean-Baptiste Perronneau, Isabelle de Charrière (1773), localisation inconnue.

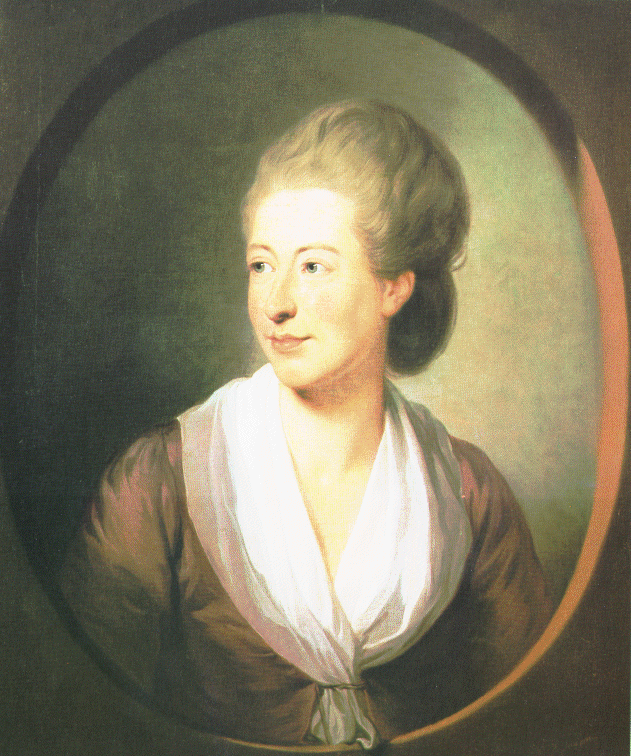
Isabelle de Charrière par Jens Juel, (1777), Bibliothèque publique et universitaire de Neuchâtel.

Elle épouse, à l’âge de 30 ans, l’ancien précepteur de son frère Willem René, Charles-Emmanuel de Charrière de Penthaz, né à Colombier, et entame véritablement sa carrière d’écrivaine à partir de 1784 ; elle produit une abondante correspondance, des pamphlets, des contes, des romans : les Lettres neuchâteloises (1784), Lettres de Mistriss Henley publiées par son amie (1784), Lettres écrites de Lausanne (1785), Caliste (1787) et Trois femmes (1796), des pièces de théâtre, des écrits politiques et des opéras (livrets et peut-être musique).
Reflétant son engagement politique et social, sa production des années révolutionnaires est particulièrement riche et variée. Elle aurait donné refuge à quelques aristocrates français à Neuchâtel. 
Elle a entretenu une abondante correspondance avec David-Louis Constant de Rebecque, l'écrivain Benjamin Constant, le biographe écossais James Boswell, le diplomate Jean-Pierre de Chambrier d’Oleyres, le traducteur Ludwig Ferdinand Huber et l'éditeur Pierre-Alexandre DuPeyrou, ami fidèle de Jean-Jacques Rousseau. Elle a, par ailleurs, échangé des lettres avec ses protégées Henriette L'Hardy, Caroline de Sandoz-Rollin, Isabelle de Gélieu ; ces lettres ont servi de banc d’essai à ses idées sur l’éducation des femmes, thématique importante de son œuvre romanesque. Elle a aussi composé des pièces de musique pour clavecin ou piano-forte, ainsi que des pièces pour instruments à cordes et des pièces pour la voix.
L'astéroïde (9604) Bellevanzuylen est dédié à Belle van Zuylen, future Isabelle de Charrière. Il fut découvert le 30 décembre 1991 à l'Observatoire de Haute-Provence par Eric Walter Elst.

## Œuvres (sélection)
- Le Noble, conte moral, 1763[10]
- Lettres neuchâteloises, roman, 1784
- Lettres de Mistriss Henley publiées par son amie, 1784
- Lettres écrites de Lausanne, roman par lettres, Toulouse, 1785
- Caliste ou continuation de Lettres écrites de Lausanne, 1787. (Les trois dernières lettres n'ont jamais été publiées : on les trouve à l'état de manuscrit à la bibliothèque de Neuchâtel. On apprend dans la 28e (et dernière lettre) écrite par Cécile qu'elle se trouve dans un couvent et que la veille elle a quitté définitivement Milord qu'elle a épousé. Elle y attend sa mère qui est en chemin.)
- Bien-né. Nouvelles et anecdotes. Apologie de la flatterie, 1788
- Courte réplique à l'auteur d'une longue réponse ; par Mme la Baronne de ..., 1789
- Plainte et défense de Thérese Levasseur, 1789
- Lettre à M. Necker sur son administration, écrite par lui-même, 1791
- L’émigré, comédie en trois actes, 1793
- Lettres trouvées dans des portefeuilles d’émigrés, 1793
- Trois femmes, roman, Leipzig, 1795 (édition en allemand) ; Londres, 1796 (édition en français). La Suite des Trois femmes n'a été éditée qu'en 1981 dans les Œuvres complètes de la romancière (tome II, 1798-1806, G.A. van Oorschot, Amsterdam, 1981).
- Honorine d’Userche : nouvelle de l’Abbé de La Tour, 1795
- Sainte Anne, 1799
- Sir Walter Finch et son fils William, 1806 (publication posthume)

## Citations
« Le Noble, conte moral (début) 
- On ne suit pas toujours ses Aïeux, ni son Père (La Fontaine) 
Il y avait dans une des provinces de France un château très ancien, habité par un vieux rejeton d'une famille encore plus ancienne. Le baron d'Arnonville était très sensible au mérite de cette ancienneté, et il avait raison, car il n'avait pas beaucoup d'autres mérites. Mais son château se serait mieux trouvé d'être un peu plus moderne : une des tours comblait déjà une partie du fossé ; on ne voyait dans le reste qu'un peu d'eau bourbeuse, et les grenouilles y avaient pris la place des poissons. Sa table était frugale, mais tout autour de la salle à manger régnaient les bois des cerfs tués par ses aïeux. Il se rappelait, les jours gras, qu'il avait droit de chasse, les jours maigres, qu'il avait droit de pêche, et content de ces droits, il laissait sans envie manger des faisans et des carpes aux ignobles financiers. Il dépensait son modique revenu à pousser un procès pour le droit de pendre sur ses terres ; et il ne lui serait jamais venu dans l'esprit qu'on pût faire un meilleur usage de son bien, ni laisser à ses enfants quelque chose de mieux que la haute et basse justice. L'argent de ses menus plaisirs, il le mettait à faire renouveler les écussons qui bordaient tous les planchers, et à faire repeindre ses ancêtres. »

— Le Noble, 1762. athena.unige.ch Le Noble, conte moral.

« Je n'ai pas les talents subalternes »

— Réponse à James Boswell, lettre de 19 juin 1764

« Caliste, première lettre. Le 30 novembre 1784. 
Combien vous avez tort de vous plaindre ! Un gendre d’un mérite médiocre, mais que votre fille a épousé sans répugnance ; un établissement que vous-même regardez comme avantageux, mais sur lequel vous avez été à peine consultée ! Qu’est-ce que cela fait ? que vous importe ? Votre mari, ses parents et des convenances de fortune ont tout fait. Tant mieux. »

— Caliste ou Lettres écrites de Lausanne/Lettre 1, 1785. wikisource Caliste ou Lettres écrites de Lausanne/Lettre 1

## Éditions
- Œuvres complètes, édition critique par J-D. Candaux, C.P. Courtney, P. Dubois, S. Dubois-de Bruyn, P. Thompson, J. Vercruysse, D.M. Wood. Amsterdam, G.A. van Oorschot, 1979-1984. 10 tomes. Tomes 1-6, Correspondance ; tome 7, Théâtre ; tomes 8-9, Romans, Contes et Nouvelles ; tome 10, Essais, Vers, Musique.  (ISBN 9789028205000)
- Die wiedergefundene Handschrift : Victoire ou la vertu sans bruit, Hrsg. Magdalene Heuser. In: Editio. Internationales Jahrbuch für Editionswissenschaft. 11 (1997), p. 178-204.
- Early writings. New material from Dutch archives. Éd. Kees van Strien, Louvain, Éditions Peeters, 2005. VI-338 p.  (ISBN 978-90-429-1646-3)
- Correspondances et textes inédits, Guillemette Samson, J-D. Candaux, J. Vercruysse et D. Wood, Paris, Honoré Champion, 2006, 423 p.  (ISBN 978-2-7453-1310-2)[11]

### Éditions modernes
- Une aristocrate révolutionnaire : écrits, 1788-1794, Isabelle Vissière ; index et notes Jean-Louis Vissière, Paris, Édition des Femmes, 1988, 666 p.  (ISBN 2-7210-0362-3)
- Une liaison dangereuse : correspondance avec Constant d’Hermenches (1760-1776), éd. Isabelle et Jean-Louis Vissière, Paris, La Différence, 1991, 606 p.  (ISBN 2-7291-0716-9)
- Lettres neuchâteloises, éd. Isabelle et Jean-Louis Vissière, préf. Christophe Calame, Paris, La Différence, 1991, 110 p.  (ISBN 2-7291-0677-4)
- Honorine d’Userche : nouvelle de l’Abbé de La Tour, Toulouse, Ombres, coll. « Petite bibliothèque Ombres » no 3, 1991, 105 p.  (ISBN 2-905964-53-7)
- Lettres de Mistriss Henley publiées par son amie, éd. Joan Hinde Stewart, Philip Stewart  New york NY, Modern Language Association, 1993  (ISBN 978-0-87352-775-0)
- Lettres, in : Benjamin Constant, Correspondance générale, publiée sous la direction de C.P, Courtney, I (1774-1792), Tübingen, Niemeyer, 1993, 476 p.  (ISBN 3-484-50451-X)
- Lettres trouvées dans des portefeuilles d'émigrés : 1793, Paris, Côté-femmes, coll. « Des femmes dans l'histoire », 1993, 131 p.  (ISBN 2-907883-62-3)
- Correspondance (1787-1805), Isabelle de Charrière et Benjamin Constant, éd. établie, préf. et ann, par Jean-Daniel Candaux, Paris, Desjonquères, coll. « Collection dix-huitième siècle », 1996, 539 p.  (ISBN 2-904227-98-9)
- Lettres neuchâteloises ; Lettres de mistriss Henley publiées par son amie ; Lettres écrites de Lausanne, in : Romans de femmes du XVIIIe siècle, textes établis, présentés et annotés par Raymond Trousson, Paris, Robert Laffont, coll. « Bouquins », 1996, 1 085 p.  (ISBN 2-221-08097-1)
- Trois femmes, Lausanne, L'Âge d'Homme, coll. « Poche Suisse » no 149, 1996, 146 p.  (ISBN 2-8251-2099-5)
- Sainte Anne, éd. Yvette Yvonne Marie Went-Daoust, Amsterdam, Atlanta, Ga., Rodopi, 1998
- Sir Walter Finch et son fils William, suivi de Lettre à Willem-René Van Tuyll Van Serooskerken, éd. Valérie Cossy, Paris, Desjonquères, coll. « XVIIIe siècle », 2000, 152 p.  (ISBN 2-84321-020-8) ; réédition de Sir Walter Finch et son fils William, Paris, Gallimard, coll. « Folio 2euros. Femmes de lettres » no 4708, 134 p.  (ISBN 978-2-07-034772-8)
- Lettres de Lausanne, et autres récits épistolaires, suivi d'un essai sur Sainte-Beuve, Paris, Payot & Rivages, coll. « Rivages poche. Petite bibliothèque » no 541, 2006, 234 p.  (ISBN 2-7436-1553-2)
- Trois Femmes. Nouvelle de l’Abbé de la Tour, Éd. Emma Rooksby, New york NY, Modern Language Association, 2007   (ISBN 978-0-87352-940-2)
- Trois romans d’Isabelle de Charrière [Lettres neuchâteloises, Lettres de Lausanne, Honorine d'Userche], éd. critique: Erik Leborgne, Saint-Étienne, Publications de l'université de Saint-Étienne, coll. « Lire le dix-huitième siècle », 2011, 253 p.  (ISBN 978-2-86272-581-9)
- Trois Femmes [et Suite des Trois femmes], Éd. Claire Jacquier. Gollion, Infolio, 2017.  (ISBN 9782884749541)

### Œuvres musicales
- Recueil (Paris, Chez Bonjour, 1788 et 1789) comprenant des petits airs (ou des ariettes) et des romances (genres alors très à la mode), avec accompagnement de clavecin (et de violon ad libitum) ; un recueil de menuets instrumentaux (Amsterdam, Hummel et Fils, 1786) ; et des sonates pour clavecin ou piano-forte (1783, opus 1 à 3). Réédition : Composities van Belle van Zuylen (Compositions de Belle van Zuylen). 1. Airs et Romances, 2. Menuetten, 3. Klaviersonaten. Publication moderne de ces œuvres, avec introduction et réalisation de la basse continue, par Marius Flothuis. Amsterdam, Donemus, 1983.  (ISBN 9789074560399)
- Chansonnette bretonne. Minuetto IV & Trio. Inleiding (Introduction par) Wim Aerts & Els van Swol. In: Akkoord Magazine (2005), no. 3 (juin-juillet), p. 19-22.

Elle est aussi autrice de livrets d'opéra.

## Hommages
- Une Rue Madame-de-Charrière, à Colombier.
- Une Chaussée Isabelle-de-Charrière, à Neuchâtel.